# Nymphaea caerulea
Nymphaea caerulea, auch Blauer Lotus, ist eine Pflanzenart aus der Gattung der Seerosen (Nymphaea). Die ausdauernden Wasserpflanzen sind im tropischen Afrika weit verbreitet.

## Beschreibung
Nymphaea caerulea ist eine ausdauernde Wasserpflanze. Aus dem knollig verdickten Rhizom entspringen die auf der Wasseroberfläche schwimmenden Laubblätter. Die ledrigen Blätter sind rund bis oval, 8 bis 30 cm lang und 6 bis 28 cm breit, der Blattrand ist ganzrandig oder leicht gewellt. Die beiden Blattlappen enden spitz oder stumpf; ihre Ränder können sich überlappen, parallel nebeneinander laufen oder einen Zwischenraum lassen. Die Blattoberseite ist grün und glatt, die Unterseite ist grün oder rötlich. Auf der Unterseite können die Blattadern hervortreten.

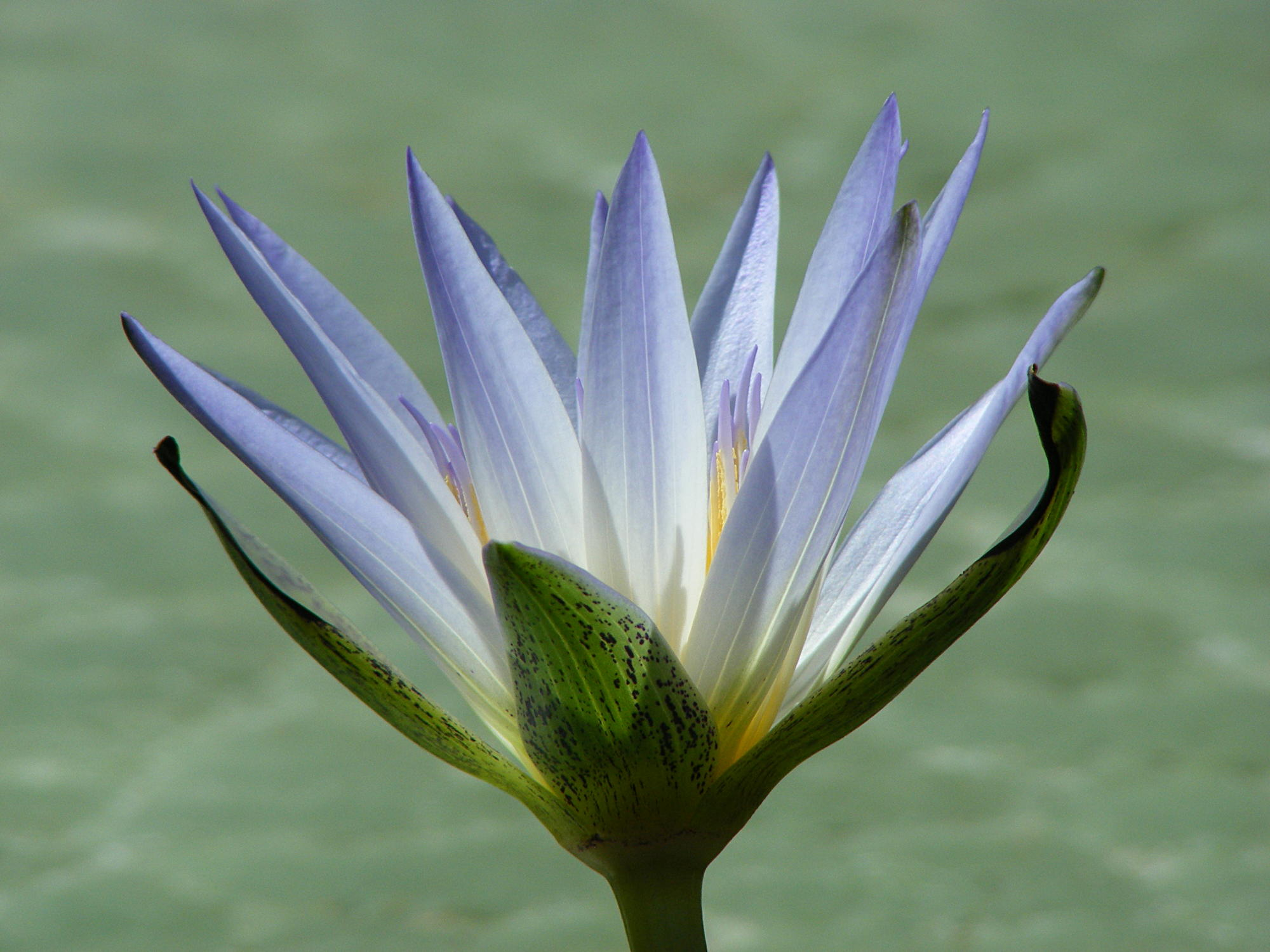
Blüte

Die Blüten stehen auf fleischigen Blütenstielen ein Stück über der Wasseroberfläche. Die Blüten erreichen einen Durchmesser von 6 bis 20 cm, ihre Farbe ist blau oder rosa. Die äußeren vier Blütenblätter (Sepalen) sind grün, gelegentlich mit rötlichen Rändern oder rötlichen Streifen oder Punkten gezeichnet. Die Sepalen sind länglich-oval oder länglich-lanzettlich, ihre Länge beträgt 3 bis 8 cm bei einer Breite von 1,1 bis 2,5 cm. Von den inneren Blütenblättern (Petalen) sind 12 bis 24 Stück vorhanden, sie sind länglich-lanzettlich geformt, sie enden spitz oder stumpf. Bei manchen Blüten weisen einige Petalen Merkmale der äußeren Blütenblätter auf (daher kann es abweichende Angaben zur Anzahl der Petalen geben). Es sind 30 bis 100 oder noch mehr Staubblätter vorhanden, die Zahl der Fruchtblätter beträgt 12 bis 24. Die Frucht ist rundlich mit einem Durchmesser von 2 bis 4 cm, die Samen sind oval und 1,1 mm groß.
Die Blüten öffnen sich vormittags und schließen sich am späten Nachmittag. Über Nacht bleiben sie geschlossen, um am nächsten Tag wieder aufzublühen. Die außen liegenden Kelchblätter steuern den Öffnungs- und Schließrhythmus der Blüte. Werden die äußeren Kelchblätter entfernt, büßt die Blüte ihre Bewegungsfähigkeit ein.
Die Chromosomenzahl beträgt 2n = 28 oder 56.

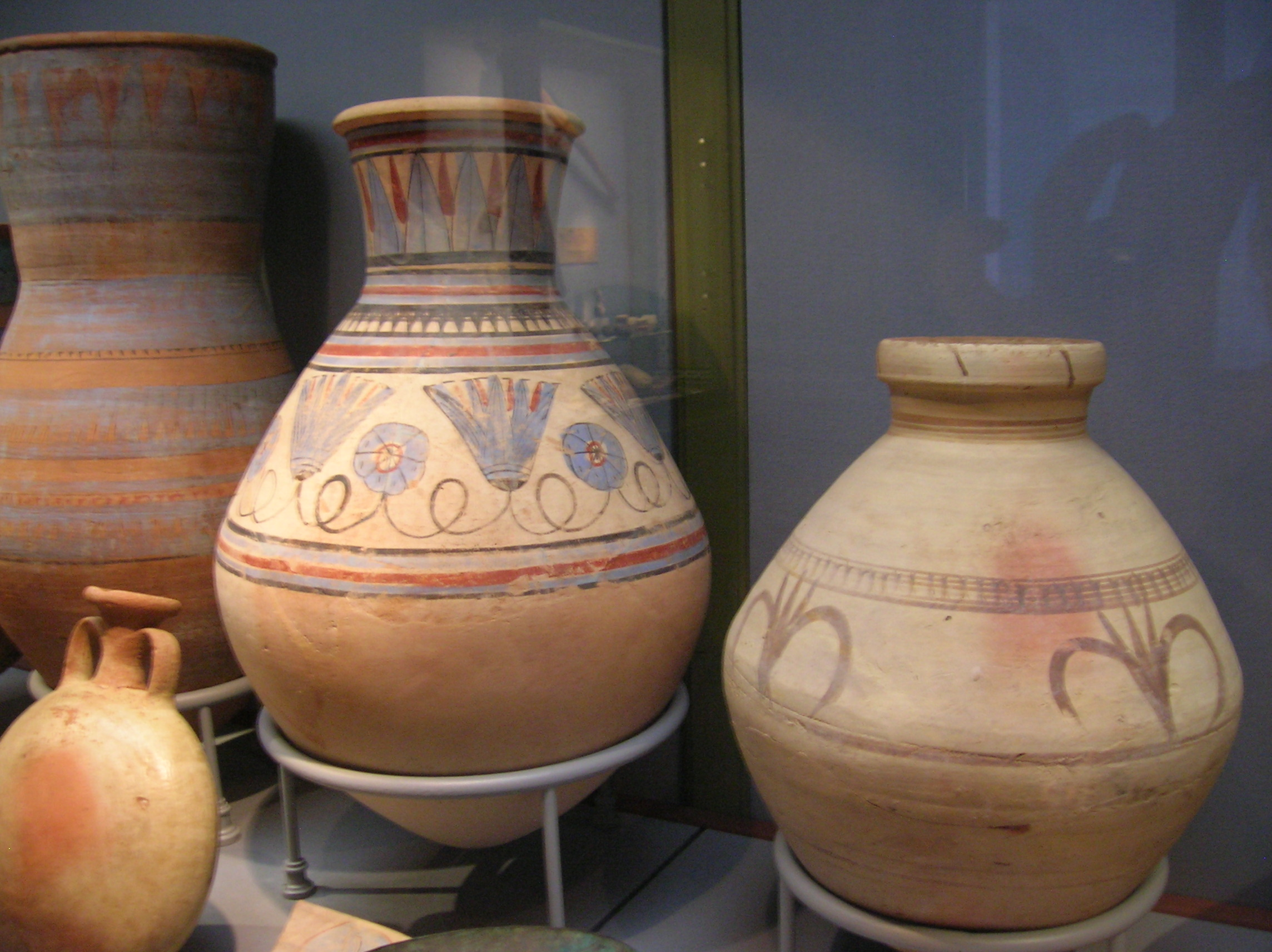
Darstellung von Nymphaea caerulea auf einer ägyptischen Vase

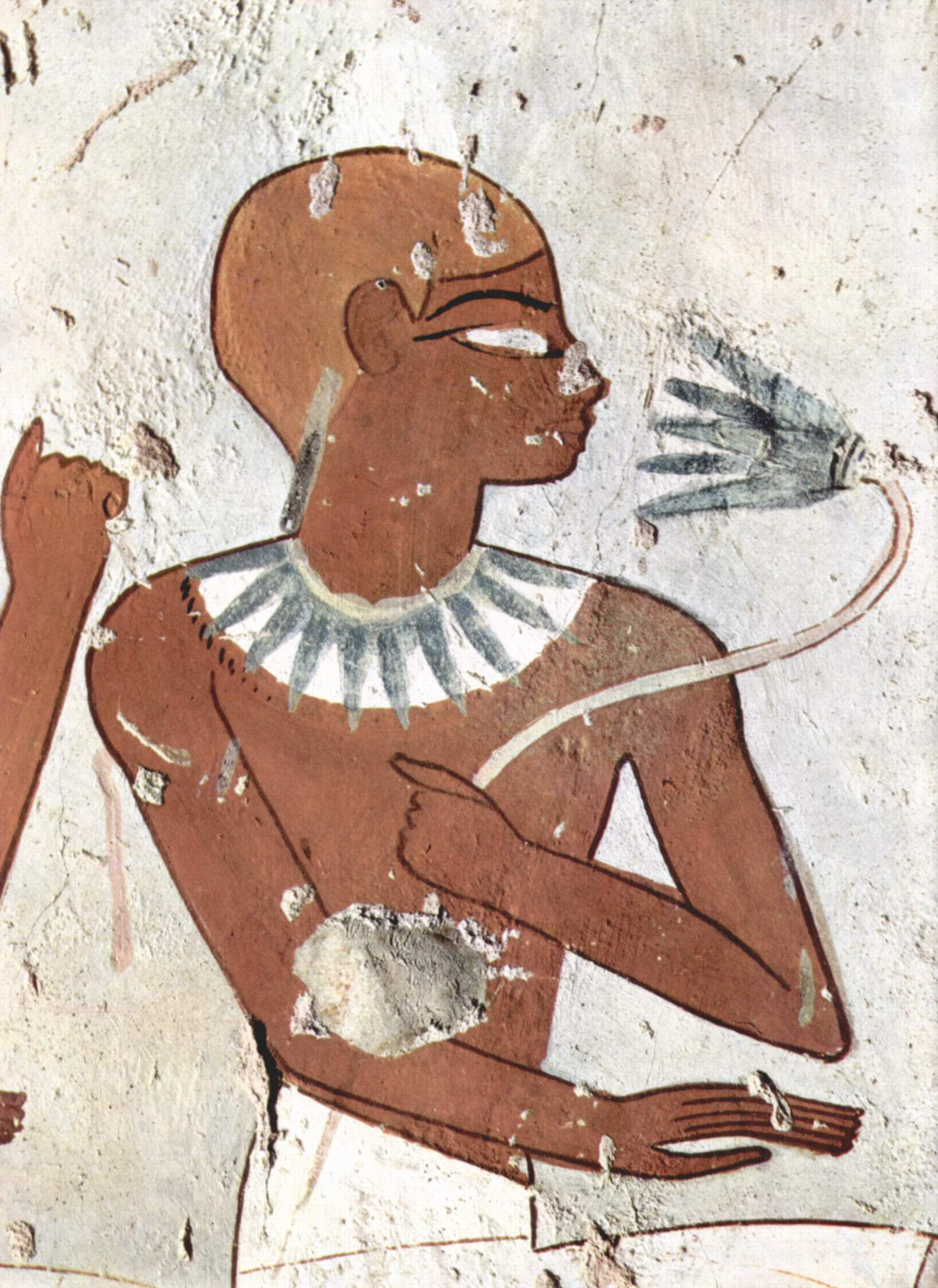
Darstellung von Nymphaea caerulea in einer ägyptischen Grabkammer

## Verbreitung
Nymphaea caerulea sind in langsam fließenden Flüssen und stehenden Gewässern im gesamten tropischen und im südlichen Afrika sowie in Ägypten verbreitet. Weitere Vorkommen liegen im Jemen; in Israel ist die Art heute ausgestorben. In Brasilien und Argentinien ist Nymphaea caerulea als Neophyt eingebürgert.

## Systematik und botanische Geschichte
Nymphaea caerulea wurde 1798 von Savigny erstmals wissenschaftlich beschrieben. Innerhalb der Gattung der Seerosen (Nymphaea) wird sie in die Untergattung Brachyceras eingeordnet, in der weitere tropische Seerosen stehen, deren Blüten sich tagsüber öffnen. Verdcourt klassifizierte 1989 einige afrikanische Seerosen-Arten als Unterarten der in Indien verbreiteten Nymphaea nouchali, darunter auch Nymphaea caerulea als Nymphaea nouchali var. caerulea. Eine Untersuchung der Verwandtschaftsverhältnis anhand der DNA ergab Nymphaea colorata (Nymphaea nouchali var. zanzibarica nach Verdcourt) als nahe Verwandte von Nymphaea caerulea.

## Historische Nutzung
Die Blüten von Nymphaea caerulea enthalten psychoaktive Substanzen.
Nymphaea caerulea wurde schon im Alten Ägypten genutzt. Sie wuchs hauptsächlich in den Sumpfgebieten entlang des Nils. Im Grab von Ramses II. wurden getrocknete Blüten von Tigerlotus und Nymphaea caerulea gefunden. Auch in zahlreichen Darstellungen finden sich die Blüten von Tigerlotus (Nymphaea lotus) und Nymphaea caerulea. Während die weißen Blüten des Tigerlotus Trinkgefäße schmücken, stehen die blauen Blüten von Nymphaea caerulea für rituell genutzte Gefäße und Flüssigkeiten. Daraus und aus der Tatsache, dass Nymphaea caerulea zusammen mit Schlafmohn und Alraune dargestellt wird, schließt William A. Emboden, dass die psychoaktiven Eigenschaften bekannt waren und genutzt wurden.

## Pharmakologie
Die wichtigsten aktiven Alkaloide in den blauen Lotusblüten und Rhizomen sind Aporphin-Alkaloide. Diese werden im Körper zu Apomorphin und Nuciferin umgewandelt. Apomorphin ist ein nicht-selektiver D1/D2-Dopamin-Agonist, während Nuciferin eine gemischte Wirkung auf Dopaminrezeptoren hat.